# La rondine
La Rondine (La golondrina) es una ópera en tres actos de Giacomo Puccini con libreto en italiano de Giuseppe Adami, basado a su vez en el libreto de Alfred Maria Willner y Heinz Reichert. Fue estrenada en el Théâtre de l’Opéra (también llamado Théâtre du Casino) en Montecarlo el 27 de marzo de 1917. Esta obra prácticamente es desconocida y muy pocas veces representada en los teatros líricos, aun cuando su compositor es considerado como una piedra fundamental en la historia operística. 
La Rondine ha sido etiquetada mordaz y un poco injustamente como “La Traviata de los pobres”, y en realidad una leve lectura del argumento nos revela su deuda con esta obra de Verdi, e incluso, por el lado de la opereta, con la célebre “El murciélago” de Johann Strauss II. Esta ópera ha sido injustamente subestimada y considerada siempre entre las obras menos logradas y convincentes de Puccini, junto a las tempranas “Edgar” y “Le Villi”. Aunque originalmente La Rondine fue pensada como una opereta, terminó siendo una ópera naciendo así un híbrido singular entre aquel género y el de la ópera lírica.

## Historia

### Composición
Fueron los empresarios del Carltheater de Viena los que aprovechando la presencia de Puccini en esa ciudad tuvieron la idea de confiarle la creación de una opereta cómico-sentimental de estilo vienés. El compositor, poco interesado en un comienzo, firmó contrato en 1914, motivado más que nada por las malas relaciones que estaba manteniendo en Italia con el empresario Giulio Ricordi. El argumento, si bien no presenta un final trágico, muy característico en Puccini, tampoco encierra un desenlace feliz. Esta "comedia lírica", como la consideró el propio compositor, contiene delicados pasajes melódicos, algunos llenos de nostalgia y sentimentalismo, en combinación con los alegres valses vieneses y otros bailes de la época.
En otoño de 1913, los directores del Carltheater de Viena encargaron a Puccini la composición de una opereta vienesa. Después de confirmar que podía asumir la forma de una ópera cómica sin diálogo hablado en el estilo de El caballero de la rosa, "sólo que más entretenida y más orgánica," se mostró conforme. Durante dos años la obra se fue desarrollando, a veces intensamente, otras con gran dificultad, y en la primavera de 1916 se terminó la ópera. El estreno, que se pretendía en Viena, fue impedido por el estallido de la Primera Guerra Mundial y la entrada de Italia en la Alianza contra Austria-Hungría.

### Representaciones
Se eligió la Ópera de Montecarlo para estrenarla, con Gilda Dalla Rizza y Tito Schipa en los papeles principales. 
En Italia, Puccini ofreció la obra a su editor Tito Ricordi quien rechazó comprarla, de manera que fue el rival de Ricordi, Lorenzo Sonzogno, obtuvo el derecho de dar la primera representación fuera de Austria-Hungría y trasladó el estreno al territorio neutral monegasco. En el estreno en Montecarlo en 1917 la recepción inicial por el público y la prensa fue cálido. Sin embargo, a pesar del valor artístico de la partitura de La rondine ha sido una de las obras menos exitosas de Puccini; "En términos de taquilla, fue la prima pobre de otros grandes éxitos." No hay una versión definitiva de ella, Puccini quedó insatisfecho, como ocurre a menudo, con el resultado de su obra; la revisó muchas veces, hasta el punto de hacer tres versiones (1917, 1920, 1921), con dos finales completamente diferentes, pero murió antes de decidir claramente cual iba a ser la versión final. La segunda versión se estrenó en el Teatro Massimo, Palermo en 1920, mientras que la tercera no se vio hasta el año 1994 en Turín. Más aún, un incendio en los archivos de Casa Sonzogno causado por el bombardeo aliado durante la guerra destruyó partes de la partitura que tuvo que ser restaurada basándose en los arreglos para piano y voz que sobrevivieron. La orquestación de la tercera versión fue finalmente terminada en auténtico estilo pucciniano por el compositor italiano Lorenzo Ferrero a petición del Teatro Regio de Turín y posteriormente interpretado allí el 22 de marzo de 1994.
La historia moderna de las representaciones de La rondine en Europa incluye el estreno de la tercera versión en el Teatro Regio de Turín (1994), así como representaciones en La Scala (1994), Leeds Opera North (1994, 2001), Oper Bonn y el Teatro de Ópera de Ludwigshaven (1995), Teatro del Giglio en Lucca (1998), Teatro Filarmonico di Verona (2002), Kansallisooppera, Helsinki (2002, 2003, 2007), Royal Opera House, Covent Garden, Londres (2002, 2005), Théâtre du Châtelet, París (2005), Opéra de Monte-Carlo (2007), y La Fenice en Venecia donde fue el título inaugural de la temporada de 2008. En los Estados Unidos, las grandes producciones se vieron en la Ópera Nacional de Washington (1998), la Ópera de Los Ángeles (2000, 2008), la Ópera de Atlanta (2002), la Ópera Lírica de Boston (2003), la New York City Opera (2005), la Ópera de Dallas (2007), la Ópera de San Francisco (2007), la Ópera de Sarasota (2008) y en la Metropolitan Opera House de Nueva York (2008). En Buenos Aires se dio en el Teatro Colón por última vez en 1990, teatro en el cual se estrenò en 1917 a solo 2 meses de su estreno mundial. 
Tras el estreno de una nueva producción conjunta por el director Nicolas Joël en la Royal Opera House en 2002 (protagonizada por la soprano Angela Gheorghiu como Magda) y en el Théâtre du Capitole de Toulouse, La rondine se vio en el Théâtre du Châtelet, repuesto en la Royal Opera House en 2005, y presentado por la Ópera de San Francisco en 2007, todas con Gheorghiu. El 31 de diciembre de 2008, de nuevo con Gheorghiu como Magda, el Met en Nueva York dio la primera representación escénica de la compañía en 70 años. La representación de matinée el 10 de enero de 2009 fue retransmitida en HD a los cines y escuelas de todo el mundo.
Esta ópera se representa poco; en las estadísticas de Operabase aparece la n.º 116 de las óperas representadas en 2005-2010, siendo la 42.ª en Italia y la décima de Puccini, con 29 representaciones en el período.

## Sinopsis
El argumento es parecido al de La Traviata de Giuseppe Verdi. De allí el apodo “La Traviata de los pobres”.

Acto primero
En el París de mediados del XIX, Magda, una joven "demi-monde", es mantenida por el rico banquero Rambaldo; esta pasa su tiempo en entretenimientos frívolos y atendiendo visitas tan ociosas como ella misma. Sin embargo dentro de sí guarda un profundo sueño: la esperanza de encontrar al amor verdadero. Prunier, un amigo poeta que mantiene un secreto romance con Lisette (camarera de Magda), presenta su nueva creación literaria: una canción titulada "Chi il bel sogno di Doretta", la cual aviva el sueño de la protagonista y predice su próximo vuelo como una golondrina (título de la obra) hacia más allá del mar como una metáfora del amor verdadero. 
Luego se da la visita del hijo de un amigo de Rambaldo, Ruggero, un joven provinciano en su primera visita a París. El joven entra al salón anunciado por Rambaldo, y su voz y su actitud avivan las ensoñaciones de Magda por encontrar el amor, aunque este no nota su presencia ya que ella y sus amigas escuchan escondidas la conversación tras un biombo. Ruggero rápidamente pregunta cuál es el mejor lugar de París donde vivir una noche y los invitados le recomiendan el cabaret Bullier. Acaba la reunión y todos se marchan. Prunier regresa en secreto para acompañar a la criada Lisette al cabaret; por otra parte, una encaprichada Magda se disfraza para pasar desapercibida, y guiada por su esperanza de amor parte también hacia el Bullier, tentando así a su destino.

Acto segundo
Ya en el cabaret Bullier, todos se encuentran cantando, bailando y bebiendo en medio de una intensa fiesta parisina. Al llegar, Magda se da cuenta de que Ruggero ya está allí y que toma una copa en soledad; ella, que había logrado pasar desapercibida, es abordada por un grupo de estudiantes que la rodean y preguntan si es nueva en el lugar o si necesita compañía, a lo que responde que aquel solitario caballero la está esperando. Los estudiantes la guían hasta la mesa del joven y los dejan. Un encantado Ruggero observa a la señorita frente a él y Magda le dice en inocente tono: "Disculpe, me estaban invitando a bailar y no sabía como librarme, les dije que me esperaban y han creído que era usted. Ahora mismo me voy". Inmediatamente Ruggero le ruega que se quede pues le pareció una persona encantadora.
Magda y Ruggero empiezan un dulce cortejo que va desde la plática hasta la danza, y aunque ella se presenta bajo el nombre de Paulette para ocultar su pasado, no logra ocultar la felicidad que la embarga pues está cumpliendo su sueño de amor. La celebración continúa dentro del bohemio cabaret cuando, para enternecimiento de los presentes, el galanteo de la pareja culmina en un profundo beso.
De pronto, Prunier y Lisette entran, y esta reconoce a Magda, pero aquel aprovecha que se encuentra ebria para decirle que se equivoca. Prunier, que también la reconoció, sigue la pantomima, saluda a la pareja y presenta a Lisette ante la fingida Paulette. Ambas se halagan aunque Lisette confiesa haber tomado prestadas ropa y joyas de su patrona, a lo que Magda, siguiendo el juego, se ríe. Ante la amenidad de la escena, Ruggero, seguido por todos los presentes, propone un brindis para celebrar la vida y el amor. 
Para sorpresa de Magda, Rambaldo aparece en medio de la fiesta y esta rápidamente le pide a Prunier que Lisette se lleve a Ruggero. Lleno de reproche, Rambaldo, quien llegó a ver todo, le exige una explicación y ella le comunica su sentir: desea dejar su lujosa vida en París para quedarse con su verdadero amor. Luego de que Rambaldo parte, la noche termina, el cabaret cierra y la aurora se asoma mientras Magda, repleta de angustia y melancolía, espera a su amado hasta el amanecer para luego partir hacia una nueva vida juntos.

Acto tercero
Refugiados en la Costa Azul de Francia, los dos enamorados viven su pasión gastando todos sus ahorros. Él no tiene idea de cómo pagarán sus crecientes deudas. Ruggero le cuenta a Magda que ha escrito a sus padres pidiéndoles permiso para casarse con ella. Magda está profundamente emocionada, pero siente remordimientos por haber ocultado la verdad de su existencia. En ello llegan Prunier y Lisette a visitar a su antigua amiga. Lisette ha tenido una breve y desastrosa carrera como actriz, constantemente criticada por Prunier, y le ruega a Magda que le devuelva su antiguo trabajo, y ella acepta. Prunier conversa con Magda y le comunica que Rambaldo quiere que regrese a su lado puesto que sabe que no podrá seguir manteniendo una vida aquí. Ruggero regresa con la carta que consiente el matrimonio de ambos pero Magda, con todo el dolor de su corazón, finalmente le confiesa la verdad sobre su pasado. Y como una golondrina, ella vuela de regreso con Rambaldo dejando a Ruggero con el corazón roto.

## Personajes
| Personaje | Tesitura        | Elenco del estreno, 27 de marzo de 1917 (Director: Gino Marinuzzi) |
| --- | --------------- | ------------------------------------------------------------------ |
| Magda de Civry | soprano         | Gilda dalla Rizza                                                  |
| Lisette, su camarera | soprano         | Ines Maria Ferraris                                                |
| Ruggero Lastouc | tenor           | Tito Schipa                                                        |
| Prunier, un poeta | tenor           | Francesco Dominici                                                 |
| Rambaldo Fernández, protector de Magda | barítono        | Gustave Huberdeau                                                  |
| Périchaud | barítono / bajo | Libert                                                             |
| Gobin | tenor           | Charles Delmas                                                     |
| Crébillon | bajo/barítono   | Stéphane                                                           |
| Rabonnier | barítono        |                                                                    |
| Yvette | soprano         | Suzy Laugée                                                        |
| Bianca | soprano         | Andrée Moreau                                                      |
| Suzy | mezzosoprano    | Charlotte Mattei                                                   |
| Un carnicero | bajo            | Delestan                                                           |
| Una voz | soprano         |                                                                    |
| Miembros de la burguesía, estudiantes, pintores, damas y caballeros elegantemente vestidos, grisettes, floristas y bailarinas, camareros. |                 |                                                                    |